# فهرست برنامه‌های پخش شده توسط اچ‌بی‌او

لوگوی کنونی اچ‌بی‌او.

این لیست برنامه‌هایی است که اچ‌بی‌او در طول تاریخِ پخش خود، پخش کرده‌است.

## برنامه‌های فعلی

### درام‌ها
- وست ورلد (۲۰۱۶)
- دروغ‌های کوچک بزرگ (۲۰۱۷)
- دیو (۲۰۱۷)
- پیروزی (۲۰۱۸)
- دوست نابغه من (۲۰۱۸)
- جنتلمن جک (۲۰۱۹)

### کمدی‌ها
- زیاد ذوق زده نشو (۲۰۰۰)
- دره سیلیکون (۲۰۱۴)
- فوتبالیست‌ها (۲۰۱۵)
- تعمیر و نگهداری زیاد (۲۰۱۶)
- طلاق (۲۰۱۶)
- ناامن (۲۰۱۶)
- تریسی اولمن (۲۰۱۶)
- بری (۲۰۱۸)
- اعمال تصادفی فلینس (۲۰۱۸)
- سالی برای همیشه (۲۰۱۸)

### مستندها
- اکسیوس (۲۰۱۸)
- در گردش با آسپرجر ما هستیم (۲۰۱۹)

### آنتولوژیها
- کارآگاه حقیقی (۲۰۱۴)
- اتاق ۱۰۴ (۲۰۱۷)

### برنامه‌های کودکان
- سسمی استریت (۲۰۱۶)
- اسم و روی (۲۰۱۸)

### ورزش‌ها
- ورزش واقعی با برینت گومبل (۱۹۹۵)
- سختی‌ها (۲۰۰۱)
- فروشگاه (۲۰۱۸)

### واقعیت / مستند
- استاد کلاس (۲۰۱۰)
- معاون (۲۰۱۳)
- مناطق مشکل وایات سناک (۲۰۱۸)

### مصاحبه تلویزیونی
- پخش زنده با بیل مار (۲۰۰۳)
- هفته پیش امشب با جان الیور (۲۰۱۴)

### اخبار
- معاون اخبار امشب (۲۰۱۶)

## برنامه‌های آینده

### درام‌ها
- رضایت (۱۶ ژوئن ۲۰۱۹)[۱]
- نگهبانان (پاییز ۲۰۱۹)[۲][۳]
- نیروی اهریمنی او (اواخر سال ۲۰۱۹)[۴]
- عصر طلایی (۲۰۱۹)
- دمیمونده / قرارداد[۵]
- کشور دوست داشتنی[۶]
- نبایدها[۷]
- همسر مسافر زمان[۸]

### کمدی‌ها
- لس اسپوکیس (۱۴ ژوئن ۲۰۱۹)[۹][۱۰]
- جواهرات شایسته (اوت ۲۰۱۹)[۱۱]
- خانم فلچر (۲۰۱۹)[۱۲]
- بدو (۲۰۲۰)[۱۳]
- خیابان ۵ (۲۰۲۰)[۱۴]

### مستندها
- مک میلیونز (به زودی)

### مینی سریال‌ها
- سالهای سال (۲۴ ژوئن ۲۰۱۹)
- کاترین کبیر (۲۰۱۹)
- تابستان ۲۰۱۴ (۲۰۱۹)[۱۵]
- بیگانه (۲۰۲۰)[۱۶]
- لغو کردن (۲۰۲۰)[۱۷]
- پاپ جدید (۲۰۲۰)[۱۸]
- پری میسون[۱۹]
- گوریل و پرنده[۲۰]
- من می‌دانم که این بسیار واقعی است[۲۱]
- مری از شرق[۲۲]
- قطعه ای علیه آمریکا[۲۳]

## در حال توسعه

### درام‌ها
- خاکستر[۲۴]
- آسوندا[۲۵]
- هم پیمان
- درخشش[۲۶][۲۷]
- جکسون[۲۸]
- لونر[۲۹]
- چیزهای زیبا[۳۰]
- امروز متفاوت خواهد بود[۳۱]
- چه کسی درگذشت[۳۲]
- اسپین آف بینام بازی تاج و تخت (عنوان کار: ماه خون)[۳۳]

### کمدی‌ها
- آنها هر دو در پایان می‌میرند[۳۴]
- تقلبی[۳۵]
- کوالیتی لند

### مینی سریال‌ها
- اتاق اکو[۳۶]
- دره[۳۷][۳۸]
- ما کاملاً در خودمان هستیم[۳۹][۴۰]
- ای5[۴۱]
- کتاب مقدس پویزون وود[۴۲]

### بحث / تنوع
- ریبوت دف پوئت جم[۴۳]

## برنامه‌های سابق
در ادامه لیستی از برنامه‌های سابق شبکه اچ بی او که در گذشته پخش شده‌اند را مشاهده می‌کنید. بعضی از این برنامه‌ها ممکن است در صورت درخواست مشترکین اچ بی او در دسترس باشند.

### سریال‌ها

#### انیمیشن‌ها
| عنوان                        | اولین پخش | آخرین پخش |
| ---------------------------- | --------- | --------- |
| حیوانات                      | ۲۰۱۶      | ۲۰۱۸      |
| شهر فلفلی                    | ۱۹۹۷      | ۱۹۹۷      |
| تاد مک فارلین در حال رشد است | ۱۹۹۷      | ۱۹۹۹      |
| دوره زمانهٔ تیم               | ۲۰۰۸      | ۲۰۱۲      |
| نمایش ریکی گرویس             | ۲۰۱۰      | ۲۰۱۲      |

#### آنتولوژی‌ها
| عنوان            | اولین پخش | آخرین پخش |
| ---------------- | --------- | --------- |
| انحراف علوم      | ۱۹۹۷      | ۱۹۹۷      |
| داستانی از کریپت | ۱۹۸۹      | ۱۹۹۶      |
| هیتچیکر          | ۱۹۸۳      | ۱۹۹۰      |
| تئاتر ری بردبوری | ۱۹۸۵      | ۱۹۸۶      |

#### کودکان
| عنوان | اولین پخش | آخرین پخش |
| --- | --------- | --------- |
| ۳۰ از ۳۰: بچه فلیکس                                                                                             | ۱۹۹۹      | ۲۰۰۱      |
| ماجراهای خرس پدینگتون                                                                                           | ۱۹۹۷      | ۲۰۰۰      |
| ماجراهای تن‌تن                                                                                                   | ۱۹۹۱      | ۱۹۹۲      |
| داستان‌های متحرک جهان                                                                                            | ۲۰۰۱      | ۲۰۰۶      |
| آنتونی انت | ۱۹۹۹      | ۱۹۹۹      |
| بابر | ۱۹۸۸      | ۱۹۹۲      |
| باشگاه بچه‌ها | ۱۹۹۰      | ۱۹۹۰      |
| ماجراهای شهر و کشور ماوس                                                                                        | ۱۹۹۸      | ۲۰۰۱      |
| کایو | ۱۹۹۷      | ۲۰۰۳      |
| دائرةالمعارف | ۱۹۸۸      | ۱۹۸۹      |
| دائرةالمعارف براون                                                                                              | ۱۹۸۹      | ۱۹۹۰      |
| فراگل راک (در حال حاضر بر روی شبکه اچ بی او - خانواده و کودک در بلوک صبح پخش می‌شود)                             | ۱۹۸۳      | ۱۹۸۷      |
| جورج و مارتا | ۱۹۹۹      | ۲۰۰۰      |
| شبحی از فیفر هال                                                                                                | ۱۹۸۹      | ۱۹۸۹      |
| خوشبختانه بعد از آن: قصه‌های پری برای کودک (در حال حاضر در حال پخش در اچ بی او خانواده و کودکان بلوک صبح می‌باشد) | ۱۹۹۵      | ۲۰۰۰      |
| هارولد و کریستال بنفش                                                                                           | ۲۰۰۱      | ۲۰۰۲      |
| کتابخوان صوتی اچ بی او (تنها در صورت تقاضا)                                                                     | ۱۹۸۷      | ۱۹۹۴      |
| گربه هنری | ۱۹۸۶      | ۱۹۸۷      |
| من جاسوسی کردم                                                                                                  | ۲۰۰۲      | ۲۰۰۴      |
| مهد کودک (در حال حاضر در حال پخش در اچ بی او خانواده و کودکان بلوک صبح می‌باشد)                                  | ۲۰۰۱      | ۲۰۰۱      |
| افسانه قورباغه سفید                                                                                             | ۱۹۹۲      | ۱۹۹۴      |
| کمی عجیب و غریب (در حال حاضر در حال پخش در اچ بی او خانواده و کودکان بلوک صبح می‌باشد)                           | ۱۹۹۸      | ۲۰۰۰      |
| نمایش لولوی کوچک                                                                                                | ۱۹۹۵      | ۱۹۹۹      |
| اتاق زیر شیروانی مارتا                                                                                          | 1970s     | 1970s     |
| داستان بی پایان: ماجراهای متحرک از باستیان بلاتزار بوکس                                                         | ۱۹۹۵      | ۱۹۹۶      |
| پت پستچی | ۲۰۰۴      | ۲۰۰۴      |
| پی پی جوراب بلند                                                                                                | ۱۹۹۷      | ۱۹۹۸      |
| مجموعه پینوکیو                                                                                                  | ۱۹۸۹      | ۱۹۹۲      |
| ماهی رنگین کمانی                                                                                                | ۱۹۹۹      | ۲۰۰۱      |
| داستانی واقعی از…                                                                                               | ۱۹۹۴      | ۱۹۹۴      |
| سیبرت | ۱۹۸۵      | ۱۹۸۷      |
| قصه گو | ۱۹۸۷      | ۱۹۸۸      |
| استوارت کوچولو: مجموعه متحرک                                                                                    | ۲۰۰۳      | ۲۰۰۳      |
| بدترین جادوگر                                                                                                   | ۱۹۹۸      | ۲۰۰۱      |

#### مستند
| عنوان             | پخش اول | آخرین پخش |
| ----------------- | ------- | --------- |
| آماتور آمریکا     | ۱۹۸۳    | ۲۰۰۸      |
| کالبد شکافی       | ۱۹۹۴    | ۲۰۰۸      |
| زیبا، عزیزم، زیبا | ۱۹۸۰    | ۱۹۸۱      |
| مجموعه کتهوس      | ۲۰۰۴    | ۲۰۰۸      |
| تورگمنت دنی کوک   | ۲۰۰۶    | ۲۰۰۶      |
| اوراق خانواده     | ۲۰۰۴    | ۲۰۰۴      |
| جی استرینگ دایوس  | ۲۰۰۰    | ۲۰۰۰      |
| عصبانیت           | ۲۰۰۴    | ۲۰۰۴      |
| پروژه گرین لایت   | ۲۰۰۱    | ۲۰۱۵      |
| جنسیت واقعی       | ۱۹۹۲    | ۲۰۰۹      |
| اعترافات تکسایک   | ۱۹۹۵    | ۲۰۰۶      |
| زمانی بود .       | ۱۹۷۹    | ۱۹۸۰      |
| پارسال            | ۱۹۸۲    | ۱۹۸۲      |
| بزرگراه صوتی      | ۲۰۱۴    | ۲۰۱۴      |
| جینکس             | ۲۰۱۵    | ۲۰۱۵      |
| نفرین کنندگان     | ۲۰۱۷    | ۲۰۱۷      |

#### درام
| عنوان                  | پخش اول | آخرین پخش |
| ---------------------- | ------- | --------- |
| عشق بزرگ               | ۲۰۰۶    | ۲۰۱۱      |
| امپراتوری بوردواک      | ۲۰۱۰    | ۲۰۱۴      |
| کارنیوال               | ۲۰۰۳    | ۲۰۰۵      |
| ددوود                  | ۲۰۰۴    | ۲۰۰۶      |
| بازی تاج و تخت         | ۲۰۱۱    | ۲۰۱۹      |
| اینجا و الان           | ۲۰۱۸    | ۲۰۱۸      |
| در درمان               | ۲۰۰۸    | ۲۰۱۰      |
| جان سینسیناتی          | ۲۰۰۷    | ۲۰۰۷      |
| خیابان کاف             | ۲۰۰۳    | ۲۰۰۳      |
| حیات: خانواده در بحران | ۱۹۹۲    | ۱۹۹۶      |
| شانس                   | ۲۰۱۱    | ۲۰۱۲      |
| حداکثر امنیت           | ۱۹۸۴    | ۱۹۸۴      |
| اوز                    | ۱۹۹۷    | ۲۰۰۳      |
| فیلیپ مارلو، چشم خصوصی | ۱۹۸۳    | ۱۹۸۶      |
| رم                     | ۲۰۰۵    | ۲۰۰۷      |
| شش فوت زیرزمین         | ۲۰۰۱    | ۲۰۰۵      |
| به من بگو دوستم داری   | ۲۰۰۷    | ۲۰۰۷      |
| بازماندگان             | ۲۰۱۴    | ۲۰۱۷      |
| اتاق خبر               | ۲۰۱۲    | ۲۰۱۴      |
| سوپرانوز               | ۱۹۹۹    | ۲۰۰۷      |
| وایر                   | ۲۰۰۲    | ۲۰۰۸      |
| Treme                  | ۲۰۱۰    | ۲۰۱۳      |
| خون حقیقی              | ۲۰۰۸    | ۲۰۱۴      |
| وینیل                  | ۲۰۱۶    | ۲۰۱۶      |

#### خانوادگی
| عنوان                      | پخش اول | آخرین پخش |
| -------------------------- | ------- | --------- |
| شکسپیر: داستان‌های متحرک    | ۱۹۹۲    | ۱۹۹۴      |
| سال اولی                   | ۲۰۰۱    | ۲۰۰۱      |
| داستانی از داستان بی پایان | ۲۰۰۱    | ۲۰۰۲      |

#### سریال بازی
| عنوان                                                                          | پخش اول | آخرین پخش |
| ------------------------------------------------------------------------------ | ------- | --------- |
| بازی‌های فکری                                                                   | ۱۹۸۳    | ۱۹۸۵      |
| کرش باکس (در حال حاضر در حال پخش در اچ بی او خانواده و کودکان بلوک صبح می‌باشد) | ۱۹۹۹    | ۲۰۰۱      |

#### موزیکال
| عنوان                            | پخش اول | آخرین پخش |
| -------------------------------- | ------- | --------- |
| کودک کلاسیک (تنها در صورت تقاضا) | ۲۰۰۵    | ۲۰۰۸      |
| ریورب                            | ۱۹۹۷    | ۲۰۰۱      |
| جوک باکس ویدئو                   | ۱۹۸۱    | ۱۹۸۶      |

#### کمدی طرح
| عنوان                                | پخش اول | آخرین پخش |
| ------------------------------------ | ------- | --------- |
| نمایشگاه دا علی جی                   | ۲۰۰۳    | ۲۰۰۴      |
| جالب یا مرگ                          | ۲۰۱۰    | ۲۰۱۱      |
| تلویزیون هاردکور                     | ۱۹۹۴    | ۱۹۹۴      |
| بچه‌ها در تالار                       | ۱۹۸۹    | ۱۹۹۵      |
| بریتانیا و ایالات متحده آمریکای کوچک | ۲۰۰۸    | ۲۰۰۸      |
| آقای شو با باب و دیوید               | ۱۹۹۵    | ۱۹۹۸      |
| اخبار نه چندان ضروری                 | ۱۹۸۳    | ۱۹۹۰      |
| تراسی در می‌آید .                     | ۱۹۹۶    | ۱۹۹۹      |

#### ورزشی
| عنوان                       | پخش اول | آخرین پخش |
| --------------------------- | ------- | --------- |
| بوکس بعد از تاریکی          | ۱۹۹۶    | ۲۰۱۸      |
| کستاس اکنون                 | ۲۰۰۵    | ۲۰۰۹      |
| در داخل ان اف ال            | ۱۹۷۷    | ۲۰۰۸      |
| ملت کی او                   | ۲۰۰۰    | ۲۰۰۱      |
| مسابقات جهانی بوکس اچ بی او | ۱۹۷۳    | ۲۰۱۸      |
| در فردی روچ                 | ۲۰۱۲    | ۲۰۱۲      |
| در حال ضبط با باب کستاس     | ۲۰۰۱    | ۲۰۰۴      |
| مسابقه برای پرانتز          | ۱۹۷۸    | ۱۹۹۲      |
| مسابقات تنیس ویمبلدون       | ۱۹۷۵    | ۱۹۹۹      |

#### استندآپ کمدی
| عنوان                    | پخش اول | آخرین پخش |
| ------------------------ | ------- | --------- |
| دف کمدی جم               | ۱۹۹۲    | ۲۰۰۸      |
| پست و کثیف با جیم نورتون | ۲۰۰۸    | ۲۰۰۸      |
| نیم ساعت کمدی            | ۱۹۹۴    | ۱۹۹۹      |
| در محل                   | ۱۹۷۶    | ۱۹۸۵      |
| یک شب ایستاده            | ۱۹۸۹    | ۲۰۰۵      |

#### استندآپ کمدی ویژه
| عنوان                                           | پخش             |
| ----------------------------------------------- | --------------- |
| رابرت کلاین: یک شب با رابرت کلاین               | ۳۱ دسامبر ۱۹۷۵  |
| جورج کارلین: دوباره!                            | ۲۳ ژوئیه ۱۹۷۸   |
| جورج کارلین: کارلین در کارنگی                   | 1982            |
| ادی مورفی: هذیانی                               | ۳۰ اوت ۱۹۸۳     |
| بیلی کریستال: خط کمیک                           | ۱۰ فوریه ۱۹۸۴   |
| جورج کارلین: کارلین در کمپ                      | 1984            |
| جورج کارلین :بازی با سر شما                     | ۱۴ ژوئن ۱۹۸۶    |
| جورج کارلین: من در نیوجرسی چه کاری انجام می‌دهم؟ | ۱۲ ژوئن ۱۹۸۸    |
| جورج کارلین: دوباره این کار را انجام دهید       | ۲ ژوئن ۱۹۹۰     |
| جورج کارلین: جمین در نیویورک                    | ۲۵ آوریل ۱۹۹۲   |
| جورج کارلین: بازگشت به شهر                      | ۳۰ مارس ۱۹۹۶    |
| جورج کارلین: ۴۰ سال کمدی                        | ۲۸ فوریه ۱۹۹۷   |
| جورج کارلین: شما همه بیماری هستید               | ۶ فوریه ۱۹۹۹    |
| جورج کارلین: شکایت                              | ۱۷ نوامبر ۲۰۰۱  |
| جورج کارلین: زندگی ارزش دارد                    | ۵ نوامبر ۲۰۰۵   |
| جورج کارلین: بد برای یاهو                       | ۱ مارس ۲۰۰۸     |
| سارا سیلورمن: ما عجیب هستیم                     | ۲۳ نوامبر ۲۰۱۳  |
| ملا بروکس: در جفن زندگی کنید                    | ۳۱ ژانویه ۲۰۱۵  |
| Tig Notaro: دختر پسرانه قطع شد                  | ۲۲ اوت ۲۰۱۵     |
| امی شوور: زندگی در آپولو                        | ۱۷ اکتبر ۲۰۱۵   |
| ویتنی کامینگز: من دوست دختر تو هستم             | ۲۳ ژانویه ۲۰۱۶  |
| کوئینسی جونز: سوزاندن نور                       | ۲ ژوئن ۲۰۱۶     |
| پیت هولمز: چهره‌ها و صداها                       | ۳ دسامبر ۲۰۱۶   |
| جراد کارمایکل: ۸                                | ۱۱ مارس ۲۰۱۷    |
| کریس گچارد: خودکشی شغلی                         | ۶ مه ۲۰۱۷       |
| تی جی میلر: دقیق مضحک                           | ۱۷ ژوئن ۲۰۱۷    |
| جورج لوپز: دیوار                                | ۵ اوت ۲۰۱۷      |
| فلیپ اسپارزا: ترجمه این                         | ۳۰ سپتامبر ۲۰۱۷ |
| میشل گرگ: خانم زیبا                             | ۲ دسامبر ۲۰۱۷   |

#### بحث / انواع
| عنوان                         | پخش اول | آخرین پخش |
| ----------------------------- | ------- | --------- |
| پس از پادشاهان                | ۲۰۱۶    | ۲۰۱۶      |
| هر روز چهارشنبه با بیل سیمونز | ۲۰۱۶    | ۲۰۱۶      |
| پشت صحنه در هالیوود           | ۱۹۷۹    | ۱۹۸۰      |
| نمایش کریس راک                | ۱۹۹۷    | ۲۰۰۰      |
| ضرب و شتم شعر جم              | ۲۰۰۲    | ۲۰۰۷      |
| دنیس میلر زنده است            | ۱۹۹۴    | ۲۰۰۲      |
| جو بک زنده                    | ۲۰۰۹    | ۲۰۰۹      |
| نمایش پائولا پائولنت          | ۱۹۹۲    | ۱۹۹۲      |
| فقط اتاق ایستاده              | ۱۹۷۶    | ۱۹۸۲      |

### مینی سریال‌ها
| عنوان                       | سال پخش |
| --------------------------- | ------- |
| تمام رودخانه‌ها جاری می‌شوند  | ۱۹۸۴    |
| فرشتگان در آمریکا           | ۲۰۰۳    |
| جوخه برادران                | ۲۰۰۱    |
| جای خالی گاه به گاه         | ۲۰۱۵    |
| چرنوبیل                     | ۲۰۱۹    |
| گوشه                        | ۲۰۰۰    |
| الیزابت ۱                   | ۲۰۰۵    |
| سقوط امپراتوری              | ۲۰۰۵    |
| سالن‌های بیرونی              | ۱۹۸۴    |
| پنج روز                     | ۲۰۰۷    |
| از زمین تا ماه              | ۱۹۹۸    |
| نسل‌کشی                      | ۲۰۰۸    |
| باروت                       | ۲۰۱۷    |
| اتاق هتل                    | ۱۹۹۳    |
| خانه صدام                   | ۲۰۰۸    |
| جان آدامز                   | ۲۰۰۸    |
| خیابان لورل                 | ۱۹۹۳    |
| میلدرد پیرس                 | ۲۰۱۱    |
| موزاییک                     | ۲۰۱۸    |
| آن شب                       | ۲۰۱۶    |
| آلیو کیتریج                 | ۲۰۱۴    |
| اقیانوس آرام                | ۲۰۱۰    |
| پایان رژه                   | ۲۰۱۳    |
| جستجوگران                   | ۱۹۷۹    |
| چیزهای تیز                  | ۲۰۱۸    |
| یک قهرمان را به من نشان بده | ۲۰۱۵    |
| تانر ۸۸                     | ۱۹۸۸    |
| سونامی: پیامدها             | ۲۰۰۶    |
| پاپ جوان                    | ۲۰۱۷    |